# خور (اصفهان)
خور، مرکز شهرستان خور و بیابانک و شرقی‌ترین نقطه استان اصفهان است که در کناره جنوبی کویر مرکزی و شمال غربی کویر لوت واقع است.

## مردم‌شناسی
مردم این شهر به گویش خوری از گویش‌های ایران مرکزی که زیر شاخه زبان‌های شمال غربی است سخن می‌گویند.

## ویژگی‌های کالبدی
خور که بسان بندری در کنار کویر مرکزی قرار دارد دو قسمت است: قسمت جنوبی که خانه‌ها و مساکن انسانها است و قسمت شمالی نخلستان عظیمی است که قوس‌وار خانه‌ها را در پناه می‌گیرد و مردم را از بادهای داغ کویری در امان می‌دارد. مساکن خور به دنبال حلقه‌چاه‌های قنات گسترش یافته‌اند. منابع آب خور از سه قنات و تعداد اندکی چشمه تأمین می‌گشته که در ذیل به شرح برخی پرداخته شده است.

### قنات‌های خور و چشمه دریاشور
- کلاغو یا کلاگو: قنات کلاغو که یکی از طولانی‌ترین قنات‌های ایران است در مسیری ۷۲۰۰ متری از مادرچاه تا خور کشیده شده و قدمتی ۹۰۰ ساله دارد به عقیده اهالی حفرکنندهٔ این قنات «میرکلان» نامی بوده است.
- دهزیر: قنات دهزیر که از پرآب‌ترین قنات‌های کویری است حدود ۴۰۰۰ متر از خور فاصله داشته و قدمت آنه به بیش از ۱۰۰۰ سال می‌رسد و دارای ۶۵ حلقه چاه می‌باشد و از زیر شهر می‌گذرد و اهالی با حفر پایاب به آب آن دسترسی داشته‌اند. پایاب‌ها که زمانی نمادی از شهر خور بود طی چند سال گذشته به مرور توسط شهرداری مسدود گردیده است و در حال حاضر پایاب لرد، یکی از معدود پایاب‌های باقی‌مانده می‌باشد که در فلکه مرکزی شهر (میدان امام خمینی) قرار دارد مورد بهره‌برداری قرار می‌گیرد.
- شورو یا غفورآباد: قدیمی‌ترین قناتی است که در خور حفر گردیده و بعدها توسط شخصی به نام غفور مرمت گردیده است؛ و به نظر می‌رسد در حال حاضر اثری از آن‌ها باقی نمانده است.
- چشمه دریاشور: این چشمه بر روی تپه‌ای به نام قل هو الله (سر تل) قرار دارد و آب مورد نیاز بخشی از کشتخوان دشت خور را فراهم می‌کند. برای استحمام نیز کاربرد دارد.

## پوشش‌های گیاهی مهم
1. بادام تلخ: در گویش خوری «سِریت» تلفظ می‌شود. مغز بادام تلخ را برای از بین بردن سم آن چندین بار در آب می‌جوشانند. موژو نام دیگری است که به این درخت می‌دهند. از چوب آن برای تهیه بیل، کلنگ، عصا و زغال استفاده می‌شود و از شاخه‌های آن سبد بافته می‌شود. از ریشهٔ آن که به روس معروف است برای دباغی پست مشک استفاده می‌کنند.
2. تاغ:
  - تاغ زرد: درختی با تنه قطور و انشعاباتی با رنک سبز روشن.
  - تاغ سیاه: شبیه تاغ زرد با ساقه‌ای محکم‌تر.
3. گز:
  - سرخه گز: با رنگ سبز متمایل به قرمز با برگ‌های باریک و رشته مانند.
  - شوره گز: با رنک سبز متمایل به سفید و برای استفاده احشام آن را در آب می‌شویند تا شوری آن از بین برود.
  - کوره گز: بزرگتر از ۲ گز دیگر است و برای دام مناسب نیست و برای جلوگیری از نفوذ شن در مزارع بکار می‌رود.
4. اشنان (اشنون - اشنیان)*: این گیاه از خانواده اسفناجیان و بوته‌ای می‌باشد و ارتفاع آن تا ۱۵۰ سانتی‌متر هم می‌رسد. برگ رسیدهٔ آن را آسیاب کرده و به عنوان پودر رختشویی بکار می‌ببرند.

## اشخاص معروف
- حبیب یغمایی
- یغمای جندقی

## آثار تاریخی
در خور از دوران گذشته آثار زیادی برجای نمانده است. در نیم فرسنگی خور (تقریباً ۴ کیلومتر) کوهی معروف به نام پشت قد پا قرار دارد که بر فراز آن ویرانه‌ای دیده می‌شود و در نزدیکی آن محلی به نام شکم اسب وجود دارد که عامه اعتقاد دارند که اسب علی در آنجا خوابیده و این فرورفتگی را ایجاد کرده است. بنا به گفته فره وشی محل گذراندن مردگان زردشتی بوده است.
کمی دورتر از پشته قدم پا در کوه‌های هُونو (Hunu) یک رگه سفید از قله کوه تا پایین امتداد دارد که گویند یکی از مقدسین مشغول ساییدن کشک بوده که کاسه کشک او فروریخته است.
قلعه گبرها: در شرق خور قلعه‌ای به نام قلعه گبرها وجود داشته است و بنا به گفته چند تن از کشاورزان سالخورده در حدود هشتاد سال پیش بقایای آن را تخریب کرده‌اند و از خاک آن برای زمین کشاورزی استفاده کرده‌اند.
گنبد امامزاده سید داود: شاه عباس در مسافرتی که از اصفهان به مشهد از خور گذشته و یکی از همراهان خود به نام سید داود را که نسبش به موسی کاظم رسیده است برای هدایت مردم در آنجا گماشته است. فرم قدیمی گنبد و غرفه‌های اطراف آن نشانگر معماری دوره صفویه است. از نظر فرم همانند گنبد مسجد شیخ لطف‌الله(اصفهان) است. ویژگی مهم این گنبد آن است که بدون استفاده از خشت و گل پخته استفاده شده است. این گنبد اکنون در زیر گنبد جدیدی که بر روی آن ساخته شده است پنهان است.
حوض شاه: آب انباری که بنای آن را به شاه عباس نسبت می‌دهند. مصالح بکار رفته در آن قلوه سنگ و ساروج است.
قلعه حاج عبدالغفور: در حال حاضر در خور قلعه‌ای نیست و تنها یک برج نیم استوانه‌ای آن به جای مانده است. عبدالغفور در اواخر دوره زندیه حاکم خور بوده است وی برای تأمین آب قلعه قنات غفور آباد را احداث کرد. اهالی خور این قنات را شورو (Shuru) می‌گویند. این قنات در اردیبهشت سال ۱۳۵۸در اثر سیل ویران گشت.
مسجد عرب‌ها: تاریخ بنا معلوم نیست. اکنون جزء آثار ثبت شده شهرستان خور در میراث فرهنگی است.
مسجدجامع: در قرن سیزدهم هجری در زمان محمدشاه قاجار به دستور نوروز علیخان فرینانی حاکم خور بنا شده است. این مسجد در اردیبهشت ۱۳۵۸ در اثر سیل ویران شد و به طرز دیگری ساخته شد. هم‌اکنون نیز ساختمان جدید آن در دست احداث است.
مسجد تارو(Taru): تاری در زبان ترکی به معنای خداست، مسجد تارو یا مزگت(Mazgat) تارو یعنی مسجد کوچک خدا زیرا چندان وسعتی نداشته. قدیمی‌ترین مسجد ایران هم تاریخانه دامغان است. مسجد اصلی داخل حصار خور بوده و بعدها بیرون حصار قسمتی بدان افزوده‌اند و آن را با راهرویی به یکدیگر متصل کرده‌اند. اکنون این مسجد بافت قدیمی خود را ندارد.